# 도가시 에이지
도가시 에이지(일본어: 富樫 慧士, 2001년 6 월 27일~)는 일본 남성 배우이자, 모델이다.